# کالام (شورای اتحادیه)
کالام (به انگلیسی: Kalam) یک منطقهٔ مسکونی در پاکستان است که در خیبر پختونخوا واقع شده‌است.